# سرعة فوهية
السرعة الفوهية لأي سلاح ناري هي السرعة التي يخرج فيها المقذوف من فوهة المدفع. تتراوح سرعات الفوهات بين تحت سرعة الصوت (أقل من 330 متر/ث) لبعض المسدسات إلى أكثر من 1,800 متر/ث لبعض مدافع الدبابات. السرعة الأخيرة قريبة من الحد الأقصى الذي يمكن تحقيقة باستخدام دافع كيميائي. تكون سرعة المقذوف أسرع ما تكون عند الفوهة ومن ثم تهبط وتقل تدريجيا نتيجة مقاومة الهواء.

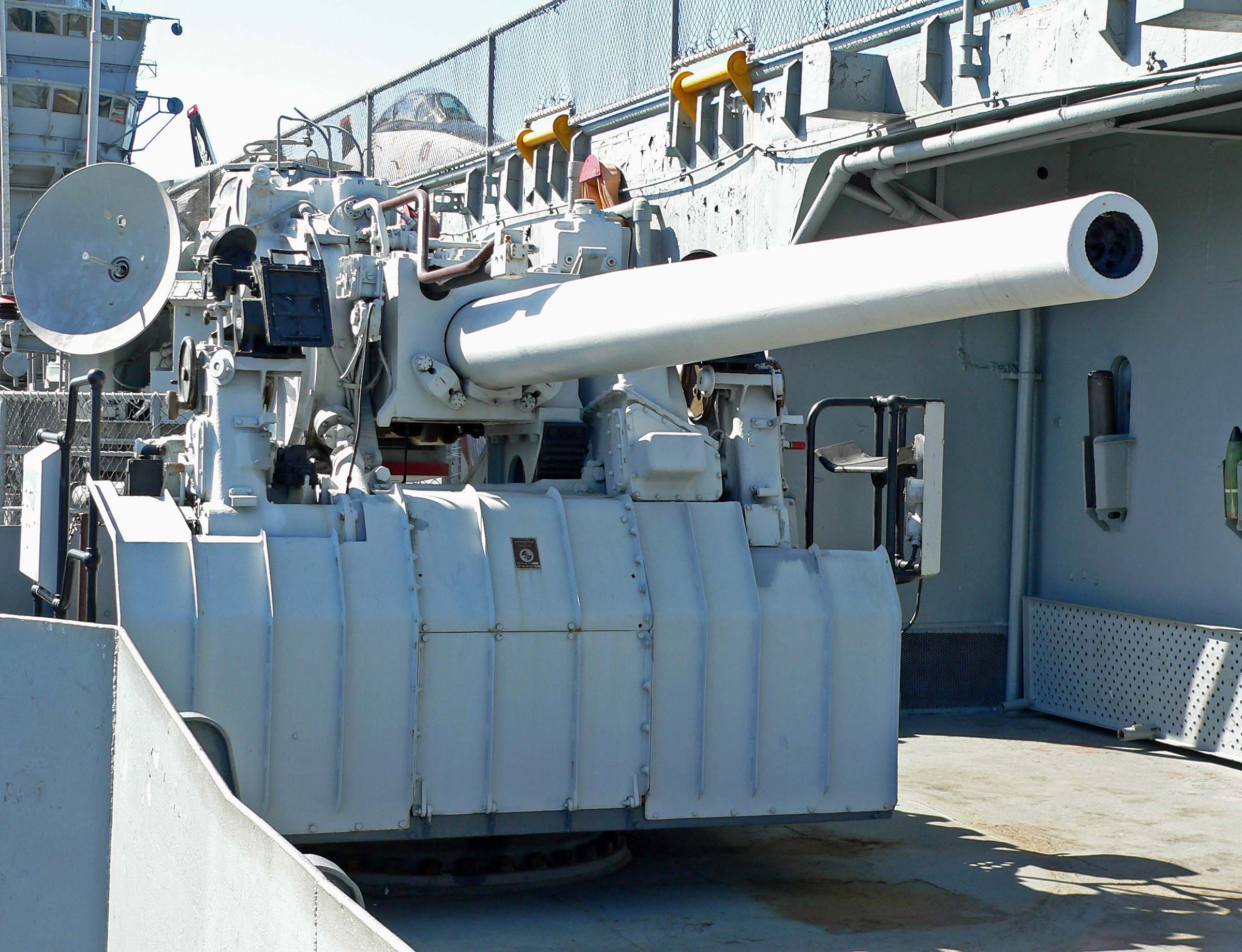
صورة تظهر المدفع البحري الموجود على متن حاملة الطائرات الأمريكية يو.إس.إس هورنيت ويظهر فيها طول وقطر ماسورة المدفع.

في الأسلحة النارية التقليدية، تحدد السرعة الفوهية لجودة (سرعة الاحتراق، التوسع)، كمية الدافع، كتلة الدافع، وطول الماسورة. إذا كان الدافع يأخذ فترة طويلة ليحترق سيحتاج ماسورة أطول ليحترق تماما ولكنه في نفس الوقت يستطيع استخدام مقذوف أثقل. أما إذا كان الدافع سريع الاحتراق فسيؤدي هذا إلى تسارع مقذوف خفيف إلى السرعات الأعلى لو استخدمت نفس كمية الدافع. في أي مدفع أو سلاح ناري، يكون الضغط المتولد من عملية الاحتراق عامل مؤثر سلبيا على السرعة الفوهية. التوازن الجيد بين جودة وكمية الدافع وبين كتلة المقذوف وطول الماسورة يجب أن يوجد لتحقيق الأمان والأداء الأفضل.
تعطي المواسير الطويلة للدافع زمناً أكثر ليعمل على دفع الرصاصة، ولهذا السبب عادة ما تعطي المواسير الطويلة سرعات أعلى إذا ما تساوى كل شيء أخر (أي العوامل الأخرى التي تحدد السرعة الفوهية). مع نزول الطلقة من قطر ماسورة البندقية أو المدفع، يضعف ضغط الدافع الغازي من ورائها، فإذا كانت هناك ماسورة طويلة بشكل معين ستكون هناك نقطة معينة حيث يتساوى احتكاك الطلقة مع الماسورة ومقاومة الهواء، مع ضغط الغاز خلف الطلقة ومن هذه النقطة تبدأ الطلقة سرعة الطلقة تقل.
تستخدم المدافع البحرية الكبيرة نسبة طول إلى قطر الماسورة من 38:1 إلى 50:1. هذه النسبة تعظم من سرعة المقذوف. ظهر الاهتمام بتطوير المدافع البحرية بتزويدها بقضبان مدافع متحركة كهربياً مما يتجاوز السلبيات المذكورة من قبل. باستخدام هذه الطريقة يحدث تسارع دائم في كامل طول الجهاز، مما يزيد بقدر كبير جدًا السرعة الفوهية. كما يوجد لها ميزة كبرى في عدم اضطرارها لحمل دافع متفجر.